# Niedersachsenpokal 2023/24
Der Niedersachsenpokal 2023/24 ist die 68. Austragung des niedersächsischen Fußball-Verbandspokals der Männer. Zwei Mannschaften qualifizierten sich in getrennten Wettbewerben für die erste Hauptrunde im DFB-Pokal 2024/25, da Niedersachsen zu den drei Landesverbänden mit den meisten Herrenmannschaften im Spielbetrieb gehört und somit zwei Mannschaften in den Vereinspokal entsenden darf.

## Spielmodus
Es werden zwei separate Wettbewerbe ausgespielt. Im einen treten die niedersächsische Mannschaften der Drittligasaison 2023/24 sowie der Regionalliga Nord 2023/24 an. Im anderen Wettbewerb treten die Mannschaften der Oberliga Niedersachsen 2023/24 sowie die vier Bezirkspokalsieger der Saison 2022/23 an. Zweite Mannschaften sind nicht teilnahmeberechtigt. Gespielt wird jeweils im K.-o.-System. Nach Ablauf der regulären Spielzeit werden unentschiedene Spiele nicht um zweimal 15 Minuten verlängert, sondern umgehend per Elfmeterschießen entschieden. Ein Endspiel zwischen den Siegern der beiden Wettbewerbsbäume ist nicht vorgesehen. Klassenniedrigere Mannschaften hatten Heimrecht.

## Wettbewerb 3. Liga / Regionalliga

### Teilnehmer
Am Wettbewerb der 3. Liga und der Regionalliga nahmen sieben Mannschaften teil.
| 3. Liga die niedersächsischen Vereine der Saison 2023/24 | Regionalliga Nord die niedersächsischen Vereine der Saison 2023/24    | Regionalliga Nord die niedersächsischen Vereine der Saison 2023/24 |
| keine                                                    | - SV Drochtersen/Assel - TSV Havelse - SSV Jeddeloh - Blau-Weiß Lohne | - SV Meppen - VfB Oldenburg - SC Spelle-Venhaus                    |

### 1. Runde
Blau-Weiß Lohne erhielt ein Freilos für die erste Runde.
| Datum                         |                           | Ergebnis        |                        |
| ----------------------------- | ------------------------- | --------------- | ---------------------- |
| 9. August 2023, 19:00 Uhr     | SV Drochtersen/Assel (IV) | 4:1             | SC Spelle-Venhaus (IV) |
| 23. August 2023, 19:00 Uhr    | SV Meppen (IV)            | 2:2 (5:4 i. E.) | SSV Jeddeloh (IV)      |
| 13. September 2023, 19:30 Uhr | TSV Havelse (IV)          | 1:1 (3:4 i. E.) | VfB Oldenburg (IV)     |

### Halbfinale
| Datum                      |                      | Ergebnis        |                           |
| -------------------------- | -------------------- | --------------- | ------------------------- |
| 3. Oktober 2023, 14:00 Uhr | SV Meppen (IV)       | 2:2 (6:5 i. E.) | SV Drochtersen/Assel (IV) |
| 3. Oktober 2023, 15:00 Uhr | Blau-Weiß Lohne (IV) | 0:0 (2:0 i. E.) | VfB Oldenburg (IV)        |

### Finale
| Datum                    |                | Ergebnis |                      |
| ------------------------ | -------------- | -------- | -------------------- |
| 28. März 2024, 19:00 Uhr | SV Meppen (IV) | 2:0      | Blau-Weiß Lohne (IV) |

## Wettbewerb Amateure

### Teilnehmer
Am Wettbewerb der Amateure nehmen 17 der 18 Mannschaften der Oberliga Niedersachsen der Saison 2023/24 sowie die vier Bezirkspokalsieger der Saison 2022/23 teil. Die in die Oberliga Niedersachsen aufgestiegene zweite Mannschaft des SV Meppen ist nicht teilnahmeberechtigt.
| Oberliga Niedersachsen die Vereine der Saison 2023/24 | Oberliga Niedersachsen die Vereine der Saison 2023/24                                                                               | Bezirkspokal die Sieger der Saison 2022/23                                                                              |
| - TuS Bersenbrück - Blau-Weiß Bornreihe - MTV Eintracht Celle - SV Atlas Delmenhorst - 1. FC Germania Egestorf/Langreder - STK Eilvese - Kickers Emden - SV Arminia Hannover - Heeslinger SC - VfV 06 Hildesheim | - VfL Oldenburg - SV Ramlingen-Ehlershausen - BSV Rehden - Rotenburger SV - FSV Schöningen - SSV Vorsfelde - Lupo Martini Wolfsburg | - SC Melle 03 (Weser-Ems) - SSV Nörten-Hardenberg (Braunschweig) - TuS Sulingen (Hannover) - VfL Westercelle (Lüneburg) |

### 1. Runde
Die teilnehmenden Mannschaften wurden nach regionalen Gesichtspunkten in zwei Lostöpfe aufgeteilt. Im Lostopf Süd/Ost befanden sich die elf Mannschaften aus den Bezirken Hannover und Braunschweig, während der Lostopf Nord/West die zehn Mannschaften aus den Bezirken Weser-Ems und Lüneburg umfasste. Der TuS Bersenbrück und der SV Atlas Delmenhorst erhielten als Teilnehmer am DFB-Pokal 2023/24 ein Freilos für die erste Runde. Weitere Freilose wurden ausgelost. Im Lostopf Süd/Ost erhielten der 1. FC Germania Egestorf/Langreder, der STK Eilvese, der SSV Nörten-Hardenberg, der BSV Rehden und Lupo Martini Wolfsburg ein Freilos. Im Lostopf Nord/West entfielen die Freilose auf den MTV Eintracht Celle, den Heeslinger SC, den SC Melle 03 und den VfL Oldenburg.
| Datum                     |                               | Ergebnis |                       |
| ------------------------- | ----------------------------- | -------- | --------------------- |
|                           | Lostopf Süd/Ost               |          |                       |
| 28. Juli 2023, 19:00 Uhr  | SV Arminia Hannover (V)       | 0:4      | FSV Schöningen (V)    |
| 29. Juli 2023, 15:00 Uhr  | SV Ramlingen-Ehlershausen (V) | 0:1      | SSV Vorsfelde (V)     |
| 29. Juli 2023, 16:00 Uhr  | TuS Sulingen (VII)            | 0:12     | VfV 06 Hildesheim (V) |
|                           | Lostopf Nord/West             |          |                       |
| 30. Juli 2023, 15:00 Uhr  | VfL Westercelle (VII)         | 0:3      | Rotenburger SV (V)    |
| 9. August 2023, 18:45 Uhr | Blau-Weiß Bornreihe (V)       | 0:4      | Kickers Emden (V)     |

### Achtelfinale
| Datum                      |                                       | Ergebnis        |                            |
| -------------------------- | ------------------------------------- | --------------- | -------------------------- |
|                            | Lostopf Süd/Ost                       |                 |                            |
| 9. August 2023, 19:00 Uhr  | 1. FC Germania Egestorf/Langreder (V) | 3:0             | BSV Rehden (V)             |
| 16. August 2023, 18:30 Uhr | SSV Vorsfelde (V)                     | 1:2             | VfV 06 Hildesheim (V)      |
| 16. August 2023, 19:30 Uhr | SSV Nörten-Hardenberg (VI)            | 1:4             | Lupo Martini Wolfsburg (V) |
| 23. August 2023, 19:00 Uhr | FSV Schöningen (V)                    | 1:1 (5:6 i. E.) | STK Eilvese (V)            |
|                            | Lostopf Nord/West                     |                 |                            |
| 16. August 2023, 20:00 Uhr | SC Melle 03 (VI)                      | 2:1             | Heeslinger SC (V)          |
| 23. August 2023, 19:30 Uhr | Kickers Emden (V)                     | 2:1             | MTV Eintracht Celle (V)    |
| 23. August 2023, 19:30 Uhr | TuS Bersenbrück (V)                   | 6:2             | VfL Oldenburg (V)          |
| 30. August 2023, 18:00 Uhr | SV Atlas Delmenhorst (V)              | 3:1             | Rotenburger SV (V)         |

### Viertelfinale
| Datum                       |                                       | Ergebnis |                       |
| --------------------------- | ------------------------------------- | -------- | --------------------- |
| 3. Oktober 2023, 14:00 Uhr  | SV Atlas Delmenhorst (V)              | 4:2      | Kickers Emden (V)     |
| 3. Oktober 2023, 14:30 Uhr  | 1. FC Germania Egestorf/Langreder (V) | 0:1      | VfV 06 Hildesheim (V) |
| 3. Oktober 2023, 14:30 Uhr  | Lupo Martini Wolfsburg (V)            | 2:0      | STK Eilvese (V)       |
| 18. Oktober 2023, 19:30 Uhr | SC Melle 03 (VI)                      | 3:1      | TuS Bersenbrück (V)   |

### Halbfinale
| Datum                    |                       | Ergebnis        |                            |
| ------------------------ | --------------------- | --------------- | -------------------------- |
| 1. April 2024, 15:00 Uhr | VfV 06 Hildesheim (V) | 2:2 (5:3 i. E.) | Lupo Martini Wolfsburg (V) |
| 1. April 2024, 15:00 Uhr | SC Melle 03 (VI)      | 0:3             | SV Atlas Delmenhorst (V)   |

### Finale
| Datum                   |                       | Ergebnis |                          |
| ----------------------- | --------------------- | -------- | ------------------------ |
| 25. Mai 2024, 13:45 Uhr | VfV 06 Hildesheim (V) | 2:0      | SV Atlas Delmenhorst (V) |